# Derval

Localització de Derval

Derval  (en bretó Derwal, en gal·ló Dervau) és un municipi francès, situat a la regió de país del Loira, al departament de Loira Atlàntic, que històricament va formar part de la Bretanya. L'any 2006 tenia 1.511 habitants.

## Demografia
| 1962                                       | 1968  | 1975  | 1982  | 1990  | 1999  |
| ------------------------------------------ | ----- | ----- | ----- | ----- | ----- |
| 2.648                                      | 2.675 | 2.591 | 2.558 | 2.558 | 2.491 |
| Des de 1962: població sense dobles comptes |       |       |       |       |       |

## Administració
| Període   | Identitat      | Partit        |
| --------- | -------------- | ------------- |
| 1989-2001 | Michel Hunault | UMP           |
| 2001-     | Jean Louër     | Divers droite |